# Old Bolsover
Old Bolsover – część miasta Bolsover i civil parish w Anglii, w hrabstwie Derbyshire, w dystrykcie Bolsover. Posiada radę miejską "Old Bolsover Town Council". W 2011 roku civil parish liczyła 11 673 mieszkańców.